# Вонна (Польща)
Вонна (пол. Wonna, нім. Wonne) — село в Польщі, у гміні Біскупець Новомейського повіту Вармінсько-Мазурського воєводства.
Населення — 278 осіб (2011).
У 1975-1998 роках село належало до Торунського воєводства.

## Демографія
Демографічна структура станом на 31 березня 2011 року:
|          | Загалом | Допрацездатний вік | Працездатний вік | Постпрацездатний вік |
| -------- | ------- | ------------------ | ---------------- | -------------------- |
| Чоловіки | 137     | 39                 | 86               | 12                   |
| Жінки    | 141     | 37                 | 77               | 27                   |
| Разом    | 278     | 76                 | 163              | 39                   |